# 라이트 테이블

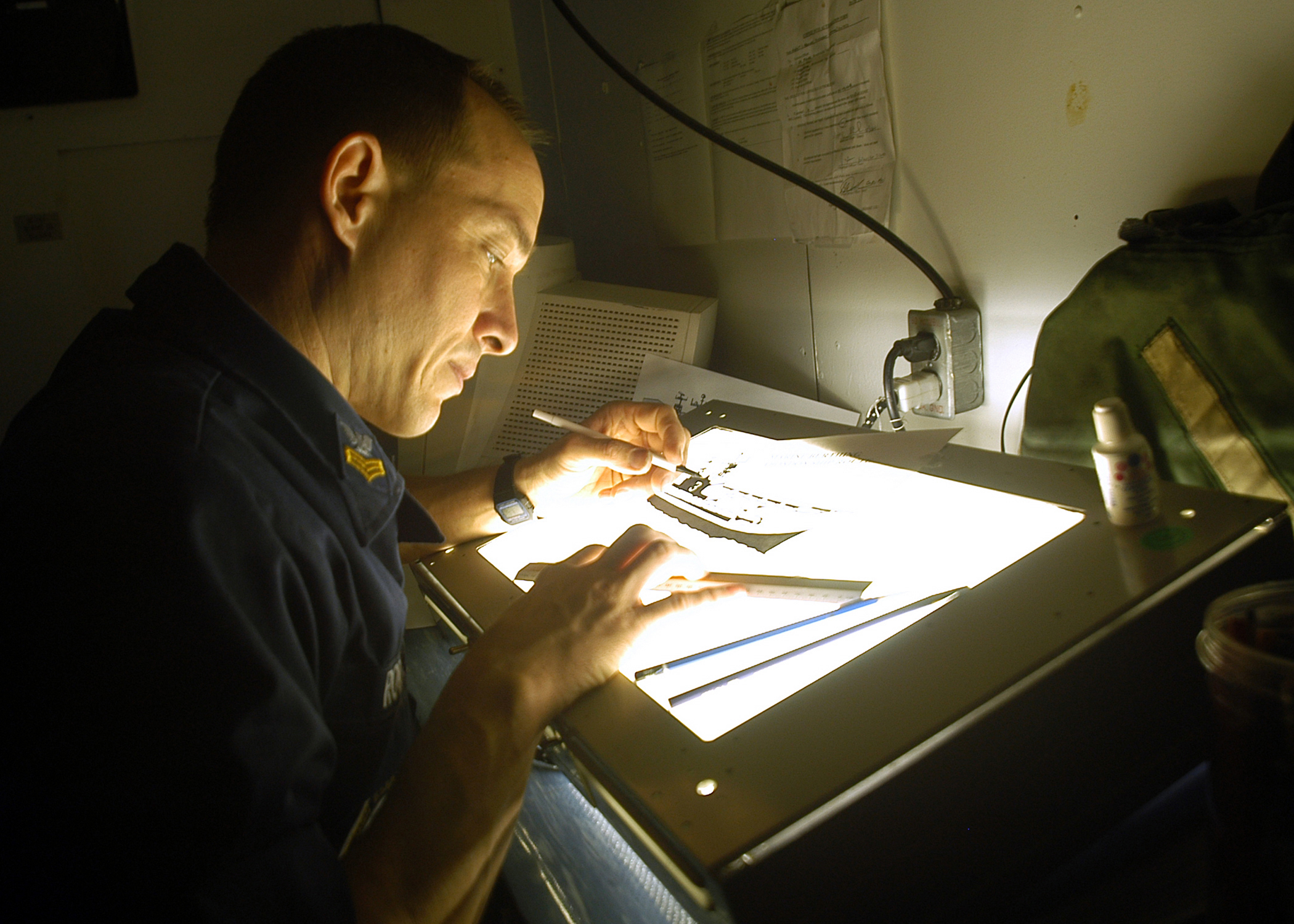

라이트 테이블(light table)은 사진 필름이나 미술 작품을 검토하기 위해 사용하는 뷰잉 디바이스이다. 자체 직립형인 라이트박스의 일종이며 투명 덮개와 형광등을 통해 아래로부터 물체의 조명을 제공하며, 일부 열이 발산한다.

## 같이 보기
- 광선 치료